# صناعة البترول في روسيا

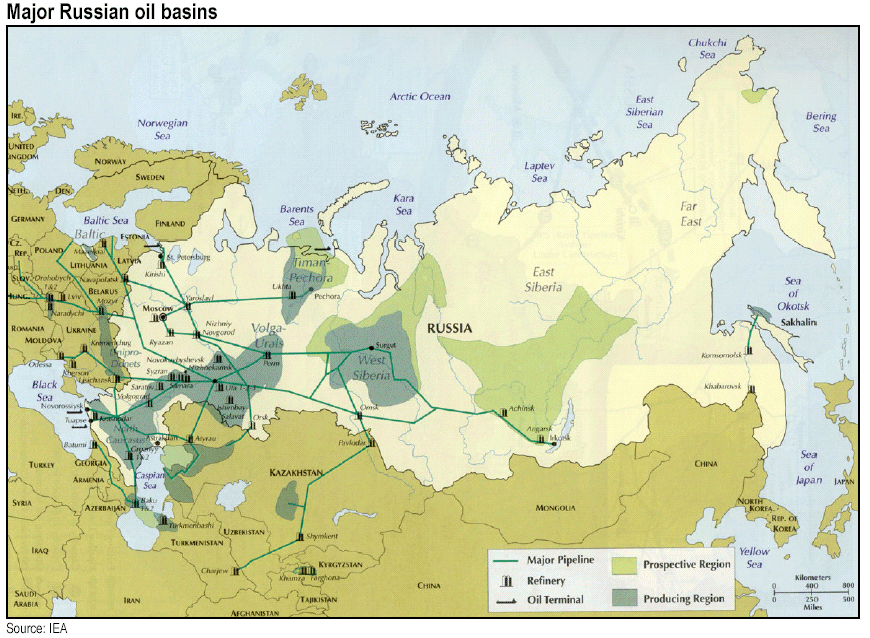
خطوط الأنابيب الروسية لنقل النفط

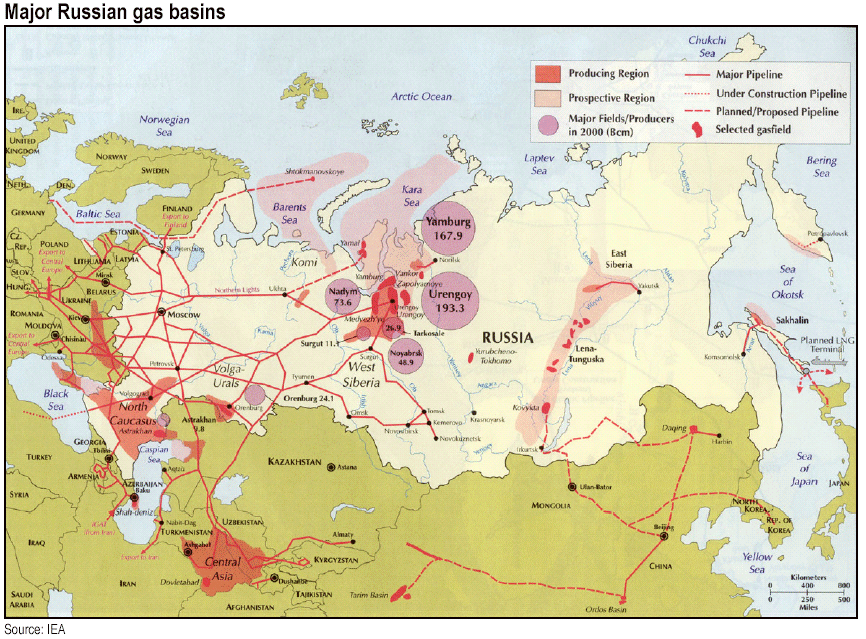
خطوط الأنابيب الروسية لنقل الغاز

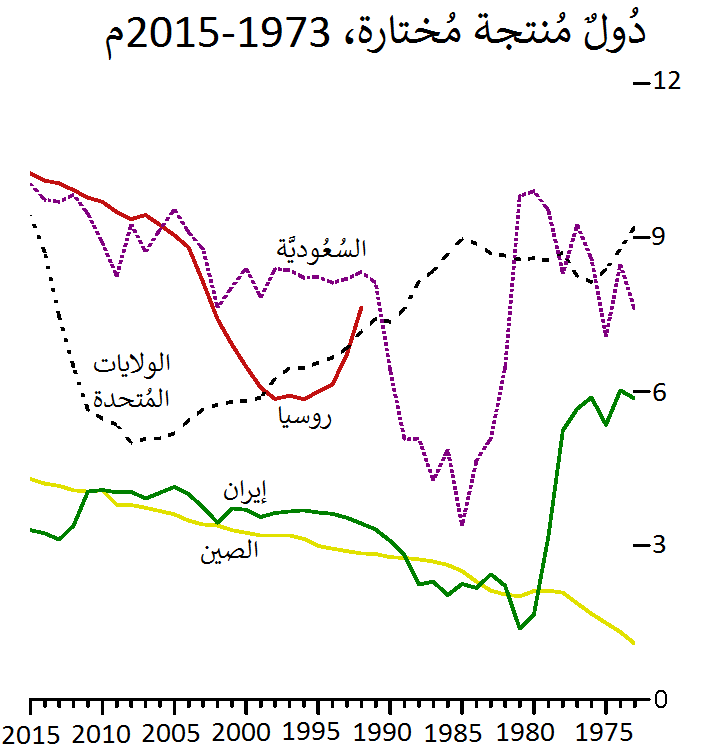
أكبر الدول المنتجة للنفط
(مليون برميل يوميا)

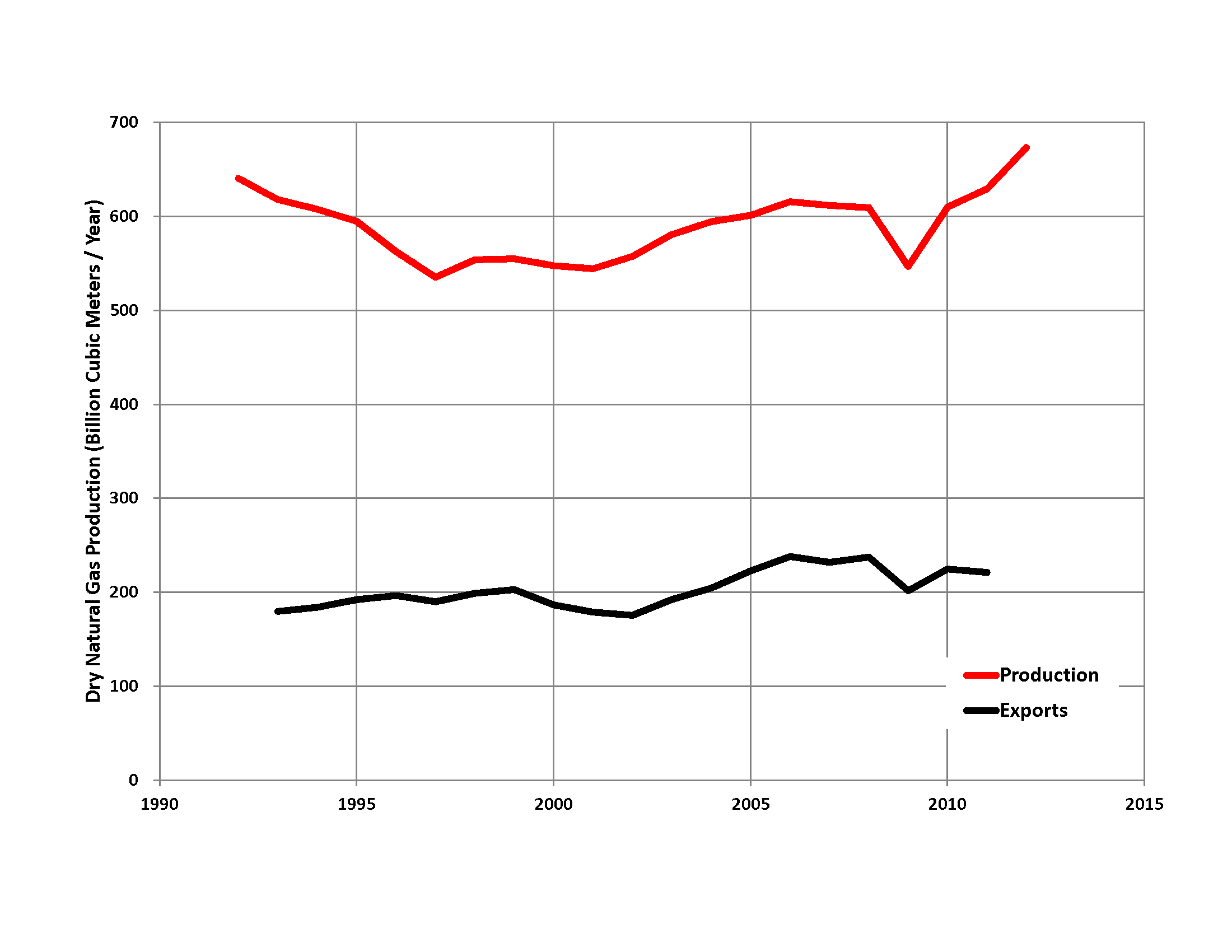
إنتاج الغاز الطبيعي الروسي (الأحمر) والصادرات (الأسود).

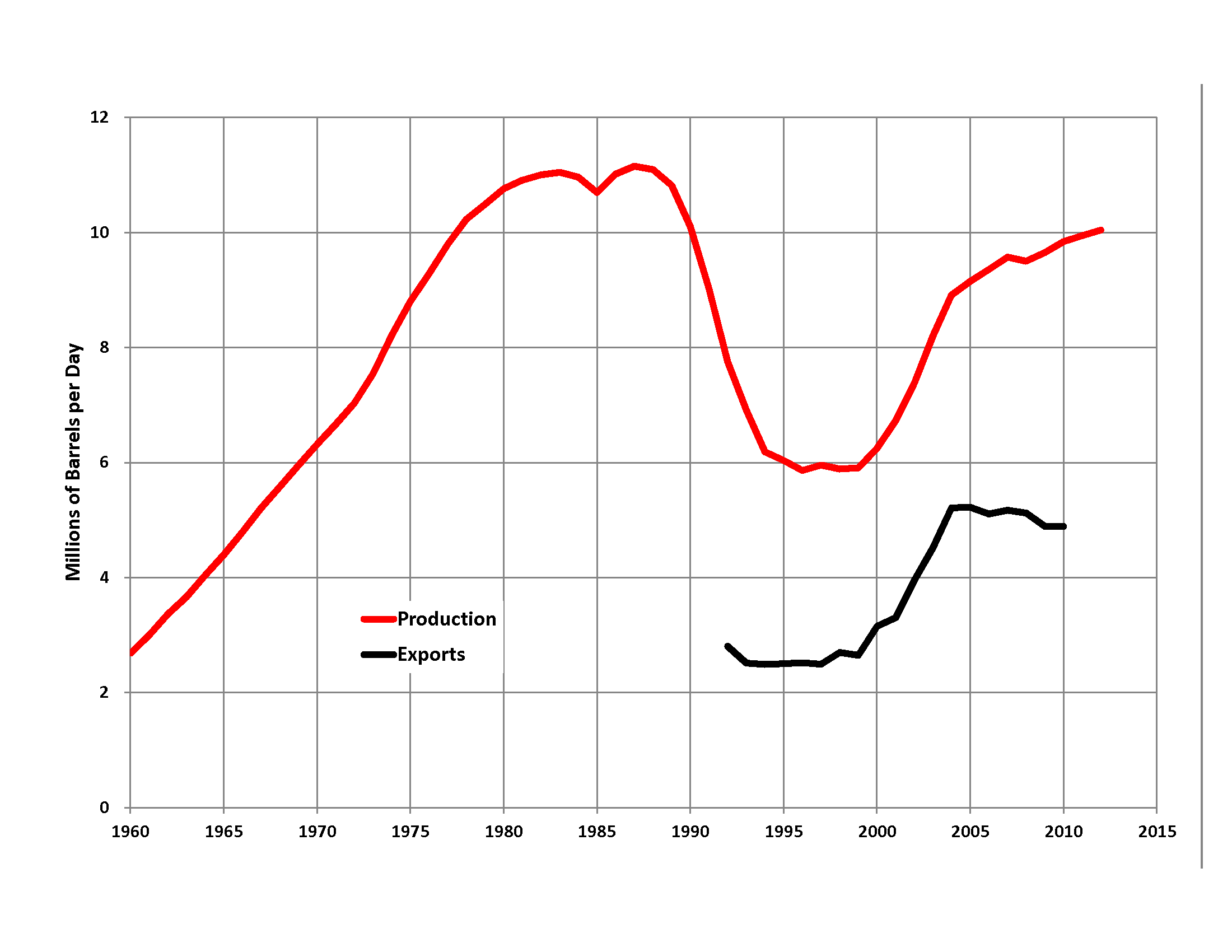
إنتاج النفط الخام الروسي (أحمر) وصادرات النفط الخام (أسود).

صناعة البترول في روسيا هي واحدة من أكبر الصناعات البترولية في العالم، حيث تمتلك روسيا أكبر احتياطيات من الغاز الطبيعي وهي أكبر مصدر له. لدى روسيا ثاني أكبر احتياطي من الفحم، وثامن أكبر احتياطي نفطي، وهي واحدة من أكبر منتجي النفط وروسيا ثالث أكبر مستخدم للطاقة.
أنتجت روسيا ما معدله 10.83 مليون برميل (1,722,000 م3) من النفط الخام يوميا في ديسمبر 2015. حيث كانت تنتج 12٪ من نفط العالم ولها حصة مماثلة من صادرات النفط العالمية. في يونيو 2006، وصل إنتاج النفط الخام والمكثفات الروسية إلى الحد الأقصى لما بعد سقوط الاتحاد السوفيتي البالغ 9.7 مليون برميل (1,540,000 م3) يوميا، بينما تجاوز الإنتاج عام 2000 من النفط الخام 3.2 مليون برميل لكل يوم (510,000 م3/ي). بلغ متوسط الطلب المحلي عام 2005 على 2.6 مليون برميل لكل يوم (410,000 م3/ي). كما أن روسيا هي البلد الرئيسي لنقل النفط من كازاخستان للأسواق العالمية.
تُعد روسيا إلى حد بعيد أكبر مصدر للغاز الطبيعي في العالم، حيث تعتقد معظم المؤسسات وليس كلها، أن روسيا لديها أكبر احتياطيات مؤكدة من الغاز الطبيعي في العالم، تشمل المصادر التي تشير إلى أن روسيا لديها أكبر احتياطيات مؤكدة:
- وكالة المخابرات المركزية الأمريكية (47.6 تريليون متر مكعب) [5]
- إدارة معلومات الطاقة الأمريكية (47.8 تريليون متر مكعب) [6]
- منظمة أوبك (48.7 تريليون متر مكعب) [7]

ومع ذلك، فإن شركة بريتيش بتروليوم تمنح روسيا 31.3 تريليون متر مكعب فقط اعتبارًا من 1 يناير 2014،  مما يجعلها في المرتبة الثانية خلف إيران والتي تملك (33.1 إلى 33.8 تريليون متر مكعب، اعتمادًا على نفس المصدر).
بالإضافة إلى امتلاكها أكبر احتياطيات مؤكدة من الغاز الطبيعي في العالم، وفقًا لتقديرات هيئة المساحة الجيولوجية الأمريكية من المرجح أيضًا أن روسيا تمتلك أكبر احتياطيات في العالم من الغاز الطبيعي الذي لم يتم اكتشافه بعد: متوسط احتيطايات محتمل يصل إلى 6.7 تريليون متر مكعب. وتقدر هيئة المساحة الجيولوجية الأمريكية أن النفط الروسي غير المكتشف يصل إلى 22 مليار برميل، وهي الثانية في العالم بعد العراق.
تدعي صناعة النفط الروسية أنها بحاجة إلى استثمارات ضخمة، النمو القوي في الاقتصاد الروسي يعني استمرار نمو الطلب المحلي على جميع أنواع مصادر الطاقة (النفط والغاز والطاقة النووية والفحم والطاقة المائية والكهرباء).

## شركات النفط والغاز الروسية
أكبر شركة نفطية روسية هي شركة روسنفت تليها لوك أويل وسورجوتنافتيغاز و Gazprom Neft و Tatneft. في روسيا جميع خطوط أنابيب النفط الرئيسية (باستثناء اتحاد خطوط الأنابيب في بحر قزوين) مملوكة ومدارة من قبل شركة Transneft المملوكة للدولة وخطوط أنابيب المنتجات النفطية مملوكة ومدارة من قبل شركة Transnefteproduct التابعة لها.
- غازبروم (Gazprom) (شركة احتكارية تملكها الدولة وتتخصص في الغاز الطبيعي؛ أكبر شركة للتنقيب عن الغاز وإنتاجه في العالم)
- لوك أويل (Lukoil)
- روسنفت (Rosneft) (هي شركة استكشاف النفط والغاز الروسية المملوكة للدولة)
- سورجوتنيفتجاس (Surgutneftegas)
- تاتنفت (Tatneft)
- نورث غاز (Northgas)
- ترانس نفط (Transneft) (هذه الشركة تابعة للدولة وهي تحتكر خطوط الأنبايب في روسيا)
- باشنفت (Bashneft) (شركة تكرير النفط الروسية أحد أكبر منتجي المنتجات النفطية في البلاد)
- راسنفت (Russneft)
- إتيرا (Itera)
- نوفاتيك (Novatek)
- روسنفتجاز (Rusneftegaz)

## المؤسسات الأكاديمية
- جامعة جوبكين الحكومية الروسية للنفط والغاز (موسكو)
- معهد سانت بطرسبرغ للتعدين - قسم النفط والغاز (سانت بطرسبرغ)
- معهد أبحاث سيبيريا لصناعة البترول (SibNIINP)
- معهد استكشاف أبحاث البترول الروسي (VNIGRI) التابع لوزارة الموارد الطبيعية والبيئة في الاتحاد الروسي والأكاديمية الروسية للعلوم (RAN).
- جامعة تيومين الحكومية للنفط والغاز في تيومين)
- جامعة أوفا الحكومية للتقنية البترولية
- معهد ألميتيفسك البترولي الحكومي (ألميتيفسك)
- جامعة إيركوتسك الوطنية للبحوث التقنية (إيركوتسك)

## روابط خارجية
- جميع شركات النفط الروسية على خريطة الأعمال الروسية MXKR.ru.
- تحليل: النفط والغاز الطبيعي الروسي .
- «كبرى الشركات الروسية: بعض التفاصيل» (1995-1996) ، مشروع مشترك لمجلة Expert Magazine و Menatep Bank ، بدون تاريخ.
- «نهضة النفط الروسية» بي بي سي، 24 يونيو 2002.
- تاريخ النفط في روسيا ، سبنفت 2003.
- «صناعة النفط والغاز»: 1999-2000 و 2000-2004 ، كوميرسانت ، 23 تشرين الأول / أكتوبر 2001 و 17 أيار / مايو 2004.
- ديفيد كوريل، "روسيا: عملاق النفط الجديد. منظور صناعة " أميك، يوليو 2004.